# 1. FC Lokomotive Leipzig
Pour les articles homonymes, voir Leipzig (homonymie).
Maillots
Actualités
Deux clubs de football allemands juridiquement distincts se sont succédé sous l’appellation 1. FC Lokomotive Leipzig (souvent abrégée en 1. FC Lok ou Lok Leipzig), avec des bases historiques dans le quartier de Probstheida, au sud-est de Leipzig (Saxe).
Le premier Lok Leipzig a existé de 1966 à 1991 avant de prendre le nom de son prédécesseur spirituel d’avant-guerre, le VfB Leipzig, peu après la réunification allemande. Il fut l'un des clubs les plus prestigieux de l'ex-RDA, disputant notamment la finale de la Coupe d'Europe des Vainqueurs de Coupe (1987). Le VfB a cessé toute activité sportive en 2004 à la suite de son redressement judiciaire, mais l’association n’a pas été dissoute.
Le second Lok Leipzig a été fondé en 2003 par un groupe d’anciens supporters à l’approche de la liquidation du VfB. Il a reconstruit de zéro une équipe première masculine qui évolue actuellement en Regionalliga, la quatrième division nationale. Depuis 2004, il détient le record du monde d’affluence à un match de football de la division la plus basse d’un pays.
Les VfB et Lokomotive partagent une histoire mouvementée mais justifient à eux quatre de plus d’un siècle de tradition. Une procédure de fusion entre VfB et Lok, entamée en 2018, a abouti en octobre 2021.

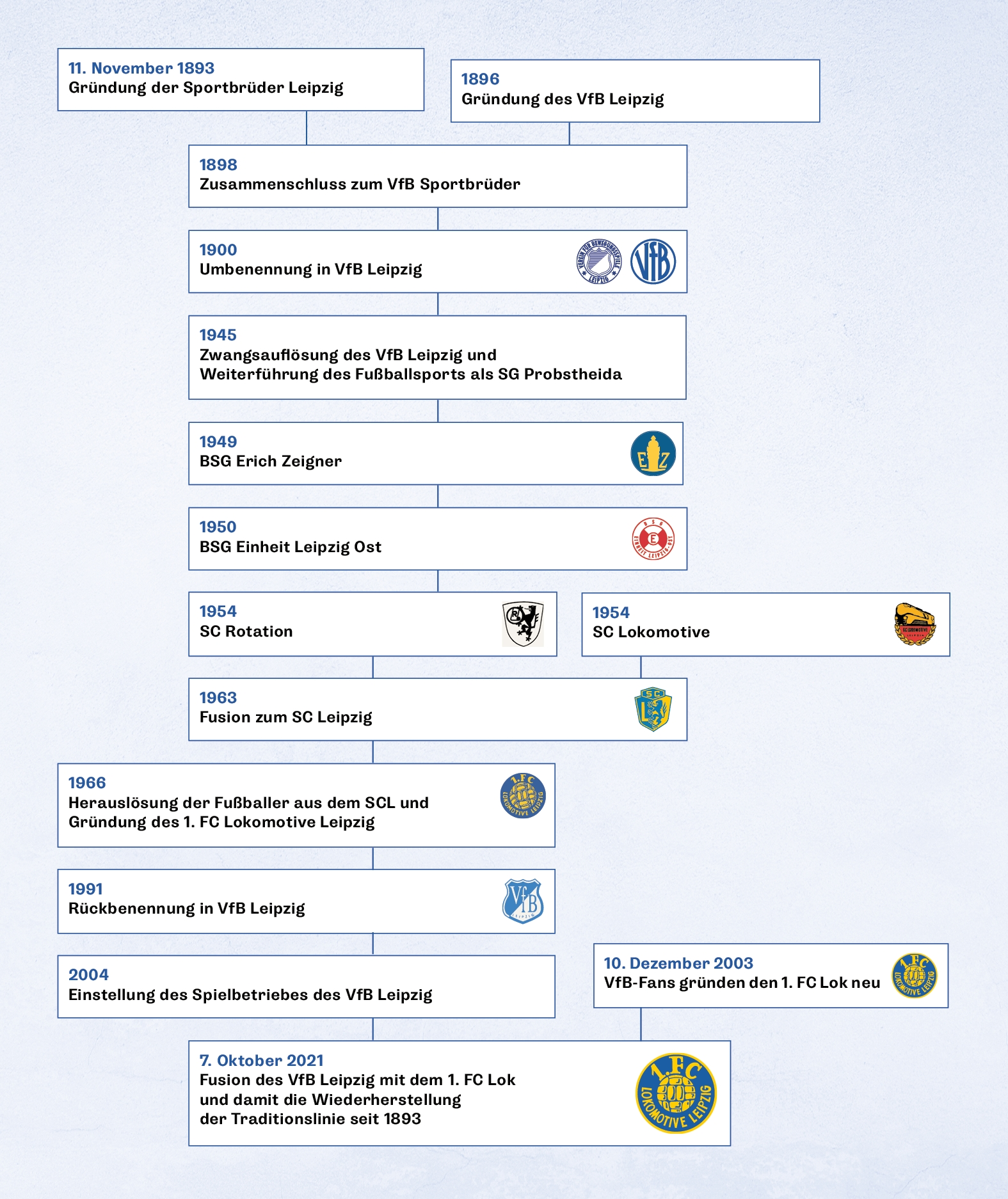
Historique du Lokomotive Leipzig et de ses prédécesseurs

## Le premier Lok (1966)

### 1946-1966: Une genèse mouvementée en RDA

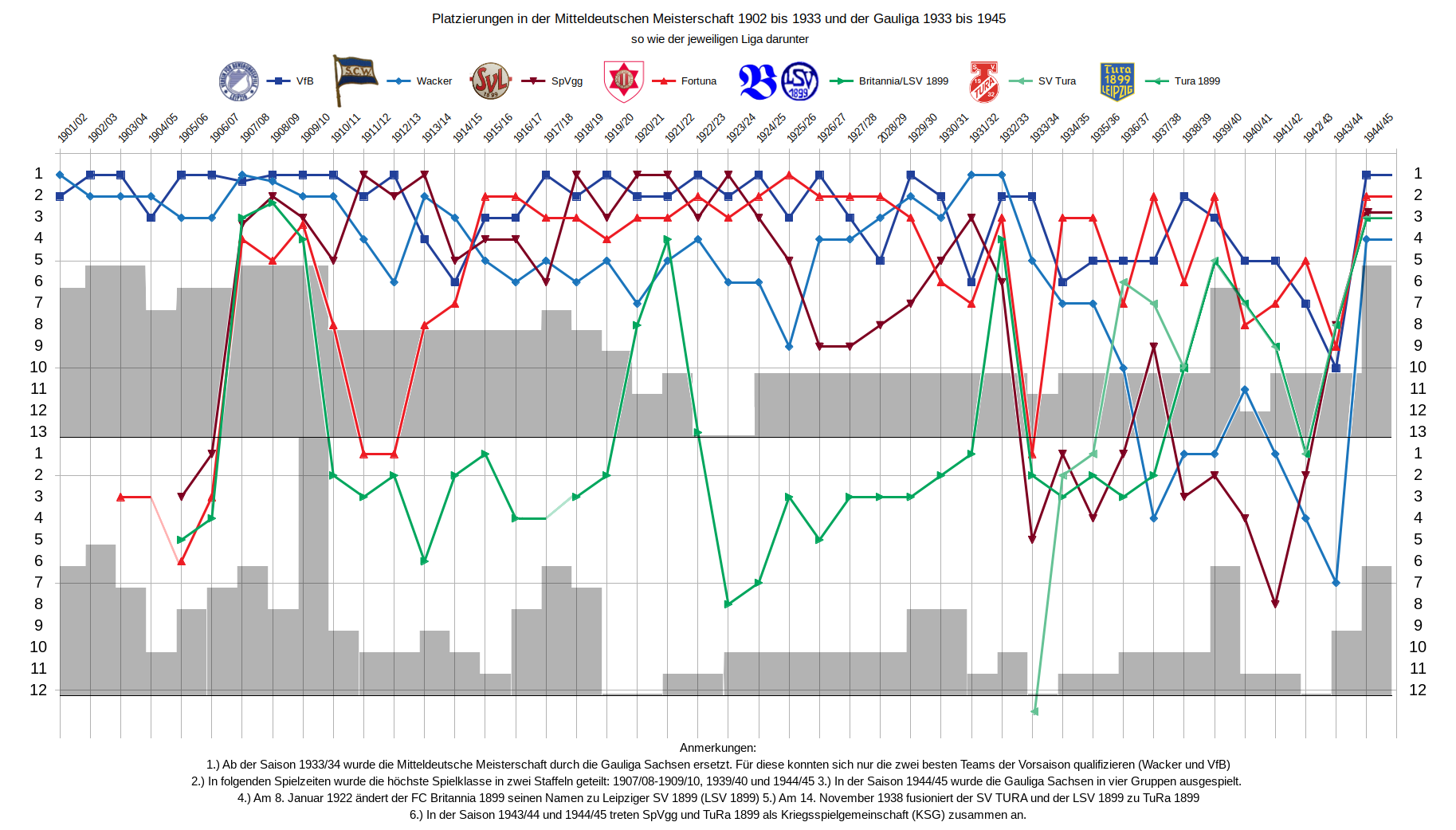
de Historique des placements des différents clubs lipsois en Mitteldeutschen Meisterschaft (championnat d'Allemagne centrale) et en Gauliga Sachsen de 1901 à 1945

Si les origines du Lok remontent administrativement à 1946, le club est l’héritier officieux de son illustre prédécesseur d’avant-guerre, le VfB Leipzig, fondé en 1896 et dissous en 1945 sur ordre des autorités d’occupation après la chute du Troisième Reich.
Le 11 janvier 1946, un groupe d’anciens membres du VfB fonde un club successeur, le SG Probstheida. À la naissance de la RDA en 1949, le nouveau club prend le nom de BSG Erich Zeigner Leipzig en hommage au maire de la ville décédé quelques semaines plus tôt. L'année suivante, il devient le BSG Einheit Leipzig-Ost à la suite de la création d'une série de grandes associations sportives omnisports (Sportvereinigungen) par le pouvoir central. C’est sous ce nom que le club monte en 1953 en Oberliga, la première division est-allemande. Il se crée immédiatement une rivalité tenace, qui dure encore aujourd’hui, avec l'autre équipe locale d'Oberliga, le BSG Chemie Leipzig.
En 1954, le gouvernement est-allemand crée une série de pôles sportifs de haut niveau à travers le pays sous le nom de « clubs sportifs de district » (Bezirkssportclubs). Le BSG Einheit Leipzig-Ost est intégré au nouveau SC Rotation Leipzig pendant que le Chemie rejoint le SC Lokomotive Leipzig (à ne pas confondre avec le futur 1. FC Lok). Les deux nouveaux clubs prennent directement les places des anciens en Oberliga et conservent les nombreux supporters des anciens clubs. Profitant de la construction en 1956 de l'immense Zentralstadion, le plus grand stade des deux Allemagnes, ils établissent des records d’affluence. Le 9 septembre 1956, plus de 100 000 spectateurs assistent ainsi à la victoire (2-1) du Rotation sur le SC Lok, chiffre qui n’a été égalé nulle part en Allemagne (Est ou Ouest) à ce jour. Aucun des deux clubs ne parviendra à décrocher le titre national, mais le SC Lok remporte la Coupe de RDA en 1957.
En 1963, les autorités locales décident de concentrer le football de haut niveau à Leipzig. Rotation et SC Lok sont fusionnés en un nouveau SC Leipzig qui ne conserve que les meilleurs joueurs des deux anciens clubs. Les autres joueurs se partagent entre le nouveau BSG Chemie Leipzig, reconstitué à cette occasion et relancé directement en Oberliga, et le Rotation 1950 Leipzig en troisième division. Ironie du sort, c'est le Chemie, pourtant plus faible sur le papier, qui remporte le titre en 1964. Le SC Leipzig ne termine que troisième, devancé aussi par le SC Empor Rostock.

### 1966-1980: naissance du 1. FC Lokomotive et premiers titres
En 1966, face aux résultats médiocres du football est-allemand à l'international, le gouvernement décide de renforcer les moyens des clubs. Pour ce faire, il sépare les sections football de leurs parents omnisports. Ainsi, le 20 janvier, le premier 1. FC Lokomotive Leipzig acquiert son indépendance mais conserve le maillot or et le short bleu azur du SC Leipzig.
Les débuts sont laborieux et voient même le nouveau club descendre en deuxième division en 1968. La remontée est immédiate et le Lok s'installe rapidement dans le haut du tableau de l'Oberliga, toujours placé (quatrième en 1972-73, 1975-76, et 1977-78) mais jamais gagnant. Dans l'ombre des deux grands clubs est-allemands de l’époque, le FC Magdebourg et le Dynamo Dresde, il se taille cependant une belle réputation d'équipe de coupe. En  1970, il atteint pour la première fois la finale de la Coupe de RDA mais s’incline (2-4) face au FC Vorwärts Francfort. En 1973, c’est une nouvelle finale et une nouvelle défaite (2-3) face au FC Magdebourg. En 1976, le Lok dispute sa troisième finale et remporte enfin son premier titre en dominant nettement (3-0) le même Vorwärts Francfort qui l’avait battu six ans plus tôt.
L’année suivante, le club atteint encore la finale de la Coupe mais échoue (2-3) face au Dynamo Dresde. Pendant toute cette période, le Lok ne passe que rarement l'hiver en Coupe d’Europe mais réussit toutefois un beau parcours en Coupe UEFA 1973-74. Il élimine successivement le Torino (2-1, 2-1), Wolverhampton (3-0, 1-4), le Fortuna Düsseldorf (1-2, 3-0) et Ipswich Town (1-0, 0-1, t.a.b.) pour se hisser en demi-finale où il s'incline sans discussion (1-2, 0-2) face à Tottenham.

### 1980-1987: les grandes années
C'est dans les années 1980 que le Lok écrit ses plus belles pages. En Oberliga, il devient un sérieux prétendant au titre mais se voit barré de manière pas toujours loyale par le puissant Dynamo Berlin, émanation de la Stasi et souvent favorisé à ce titre. En particulier, une série de décisions arbitrales plus que contestables en défaveur du Lok ou en faveur du Dynamo (sacré champion avec deux points d’avance) durant la saison 1985-86 provoque une vague de protestations d’une ampleur inégalée qui prend une tournure politique et attire l’attention au plus haut niveau du pouvoir.
Le Lok se console en Coupe où il atteint trois finales et les remporte toutes : en 1981 face au Vorwärts Francfort (4-1), en 1986 face à l’Union Berlin (5-1), et en 1987 face au Hansa Rostock (4-1). En Europe aussi, le club monte en puissance et s’affirme comme un adversaire difficile autour de joueurs de qualité tels que le gardien René Müller, les défenseurs Ronald Kreer et Uwe Zötzsche, le milieu Matthias Liebers ou l'attaquant Dieter Kühn. Au premier tour de la Coupe UEFA 1983-84, le Lok défait ainsi à plate couture et à la surprise générale le grand Bordeaux de l'ère Bez-Jacquet-Giresse (3-2, 4-0), mais tombe en huitième de finale.
En 1986-87, c'est l'apogée : vainqueur de la Coupe et troisième en Oberliga, le Lok réalise son meilleur parcours européen à ce jour. En Coupe des Coupes, il écarte successivement Glentoran (1-1, 2-0), le Rapid Vienne (1-1, 2-1), et le FC Sion (2-0, 0-0) pour retrouver en demi-finale un adversaire connu, Bordeaux. Vainqueur 1-0 à l'aller en Gironde, le Lok s'incline sur le même score au retour au Zentralstadion mais se qualifie aux tirs au but pour la finale, à Athènes, face au redoutable Ajax des Rijkaard, Winter ou autres van Basten. Ce 13 mai 1987, le Lok se montre à la hauteur de son prestigieux adversaire mais concède en fin de compte une courte défaite (0-1).

### 1987-1991: le déclin et la fin

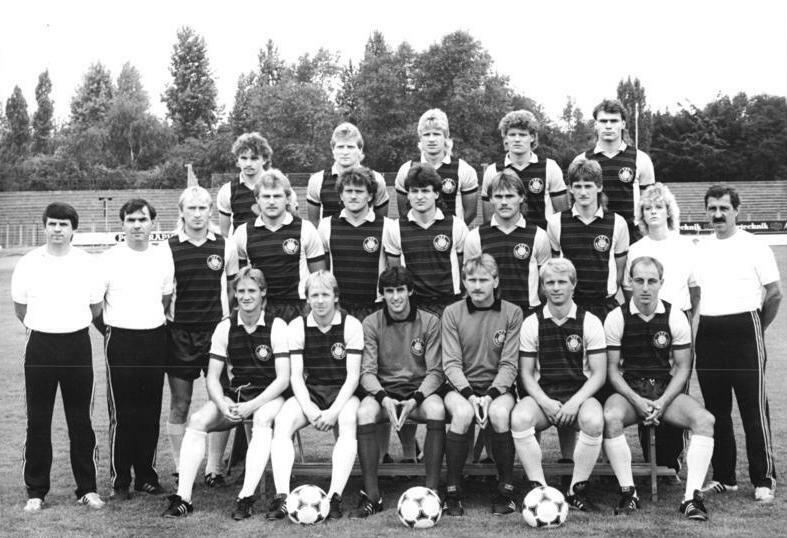
Photo d'équipe du Lokomotive Leipzig saison 1988-89

Le déclin s'amorce avant les bouleversements politiques en RDA et la chute du Mur de Berlin. Quelques mois seulement après la finale d'Athènes, le Lok tombe au premier tour de la Coupe des Coupes (0-0, 0-1) face à l'Olympique de Marseille où débutent les années Tapie. La génération des années 1980 arrive en fin de cycle et la relève ne se montre pas au niveau. Cinquième (sur quatorze) en 1988-89, huitième en 1989-90, le Lok est déjà rentré dans le rang quand survient la réunification allemande.
Lors de la saison d'Oberliga 1990-1991 qui décide du reversement des clubs est-allemands dans les diverses divisions nationales unifiées, le Lok se qualifie de justesse pour la 2. Bundesliga. L'heure est au rejet généralisé des symboles de l'ex-RDA et le Lok n'échappe pas à la règle. Le 1er juin 1991, le club reprend le nom et les couleurs bleu et blanc de son prédécesseur spirituel d’avant-guerre, le VfB Leipzig.
En mal d'identité, mal géré, le nouveau VfB entre rapidement dans une spirale infernale qui le verra entrer en redressement judiciaire et cesser toute activité sportive en 2004.

## Le second Lok (depuis 2003)

### 2003-2016: Renaissance, records et remontées
Entretemps, et profitant du fait que l'usage du nom avait été laissé libre, un groupe de supporters a fondé fin 2003 un nouveau 1. FC Lokomotive Leipzig qui reprend les couleurs et revendique les traditions de son prédécesseur d'avant 1991. Si le club peut sans difficulté occuper le Bruno-Plache-Stadion et récupérer les équipes juniors et féminines du VfB sans rétrogradation administrative, l'équipe première masculine doit repartir au niveau le plus bas : la 3. Kreisklasse, 11e division nationale.
La nouvelle équipe suscite un engouement phénoménal. Pour sa première saison en 2004-05, le Lok dépasse les 3 000 spectateurs de moyenne par match, du jamais vu à ce niveau. Le 9 octobre 2004, il faut même déplacer le match contre l’Eintracht Großdeuben II au Zentralstadion car le Bruno-Plache-Stadion, alors limité à 4 999 places, est trop petit. 12 141 spectateurs assisteront à la rencontre, un chiffre dûment porté au Livre Guinness des records pour un match de football de la division la plus basse d’un pays. De nombreuses anciennes gloires reprennent du service pour quelques piges de soutien, par exemple Matthias Liebers qui rechausse les crampons à 46 ans, dispute deux rencontres et inscrit un but. Le Lok survole la saison avec 26 victoires en 26 matches.
À la suite d’une fusion avec un club local, le SSV 52 Torgau, le Lok peut remonter dès la saison 2005-2006 en Bezirksklasse Leipzig (8e division), qu'il remporte également. En 2006-2007, le Lok remporte la Bezirksliga (7e division), puis termine 2e de la Landesliga Sachsen (6e division) en 2007-2008 et monte en NOFV-Liga Süd (5e division) après un barrage. Après quatre saisons à ce niveau, le Lok monte en 2012 en Regionalliga Nordost (4e division) où il évolue jusqu'au printemps 2014 avant d'être relégué en NOFV-Liga.
Après avoir recruté l'ancien international allemand Mario Basler (parti depuis) comme directeur sportif à l'intersaison 2014, le club manque de peu les barrages de remontée en Regionalliga en 2014-15, échouant à la dernière journée. Le Lok survole la saison 2015-16, qu'il finit invaincu avec onze points d'avance sur le second, et assure son retour en Regionalliga à trois journées de la fin.

### Depuis 2016: Objectif3. Liga
En 2016-17, le nouveau promu termine douzième sur dix-huit sans jamais avoir craint la redescente. La progression se poursuit en 2017-18, où le Lok finit sixième sans toutefois s'être mêlé à la lutte pour la montée en 3. Liga. 2018-19 est une déception : après un début de saison catastrophique, le club est longtemps dans la zone de relégation puis redresse la barre et termine huitième. 2019-20 voit le Lok frôler le but dans des circonstances très particulières liées à la pandémie de COVID-19. À l'interruption de la saison après 25 journées, le Lok est second à égalité de points avec le leader mais a disputé un match de moins en raison de nombreux reports dus au mauvais temps. Le 5 juin 2020, la Regionalliga Nordost vote à l'unanimité l'arrêt définitif de la saison et l'application de la règle du quotient (points marqués par match disputé) pour définir le classement final. Le Lok est ainsi déclaré champion mais échoue en barrage d'accession face au SC Verl, représentant de la Regionalliga West, en raison de la règle des buts marqués à l'extérieur (2-2, 1-1).
2020-21 est une saison de transition pour le club après le retrait programmé de son sponsor maillot. Le budget est revu à la baisse après l'échec en barrages, de nombreux cadres de l'équipe font leur départ, et le Lok termine sixième d'une saison elle aussi tronquée par la pandémie. Il se console toutefois en remportant la Coupe régionale de Saxe, ce qui le qualifie pour la Coupe d'Allemagne (DFB-Pokal) la saison suivante. 2021-22 voit le Lok revenir dans la course à la montée mais craquer en fin de saison et finir sixième. En Coupe d'Allemagne, la marche a été trop haute au premier tour face au Bayer Leverkusen (0-3). En 2022-23, le Lok tutoie le haut du classement en début de saison, puis fléchit de nouveau pendant l'hiver et termine quatrième à dix points du barrage pour la montée. Il remporte cependant la Coupe de Saxe face au Chemnitzer FC (3-0) et participera à la DFB-Pokal 2023-24.

### L’union officielle de plus d’un siècle de tradition
En mai 2018, un quotidien local révèle l’existence d’un projet de fusion entre le Lok et le VfB que l’on croyait disparu. On apprend à cette occasion que le VfB, quoiqu’en faillite, n’avait pas été dissous car un ancien responsable décidé à maintenir l’association en vie avait soigneusement tenu ses cotisations à jour depuis 2004 auprès de l'administrateur judiciaire.
Quatre conditions étaient nécessaires à la réussite de ce projet. En premier lieu, le Lok devait présenter un plan de liquidation qui traiterait mieux les créanciers du VfB que l’absence de plan. Le tribunal d'instance de Leipzig devait ensuite donner son accord. Ces deux étapes ont été conclues avec succès le 26 novembre 2018. Après cela, les assemblées générales des deux associations devaient encore approuver la fusion, puis la DFB devait elle aussi donner son accord. Les tractations ont longtemps achoppé sur la réticence d'une fraction non négligeable des membres du Lok à assumer les dettes résiduelles du VfB alors que les finances du Lok étaient fragilisées par le retrait de son sponsor principal. L'obstacle a disparu en février 2021 avec la fin de la procédure de redressement judiciaire du VfB, désormais libre de toute dette.
Après un long délai imposé par la pandémie de COVID-19, la fusion est finalement devenue effective le 7 octobre 2021 lors d'une assemblée générale extraordinaire tenue au Bruno-Plache-Stadion. L'association a adopté le nouveau nom de 1. Fußball-Club Lokomotive Leipzig - Verein für Bewegungsspiele e. V., mais le nom complet n'est utilisé que pour les communications officielles. Le Lok a acquis à cette occasion le droit de faire état d'une date de fondation en 1893 (celle du VfB) et d'arborer sur son maillot une étoile commémorative des trois titres de champion d'Allemagne du VfB.

## Palmarès

### En tant que Lok Leipzig
- Finaliste de la Coupe d'Europe des vainqueurs de coupe : 1987

- Demi-finaliste de la Coupe de l'UEFA : 1974

- Vice-champion d'Allemagne de l'Est : 1967, 1986, 1988

- Vainqueur de la FDGB-Pokal : 1976, 1981, 1986, 1987

- Vainqueur de l'International football cup : 1966

- Finaliste de l'International football cup : 1965

- Vainqueur de la Coupe de Saxe : 2021, 2023

### En tant que VfB Leipzig
- Champion d'Allemagne : 1903, 1906, 1913

- Vice-champion d'Allemagne : 1911, 1914

- Vainqueur de la Tschammer-Pokal : 1936

- Vainqueur de la Coupe de Saxe : 1996

## Stade
Le 1. FC Lokomotive Leipzig actuel évolue dans son enceinte historique, le Bruno-Plache-Stadion, situé dans le quartier de Probstheida au sud-est de Leipzig. Construit en 1922, le stade pouvait autrefois accueillir jusqu'à 50 000 spectateurs avant que sa capacité ne soit réduite pour raisons de sécurité. Il dispose aujourd'hui de 12 321 places.
Du temps de sa splendeur à l'époque de la RDA, l'ancien Lokomotive Leipzig jouait aussi pour l'essentiel au "Bruno" mais disputait ses matches les plus importants au célèbre Zentralstadion.

## Public et supporters
Situé au sud-est de Leipzig, le Lok attire un public socialement mixte car il est composé à la fois d'habitants de Leipzig et de sa banlieue. Après la renaissance du club en 2004, le principal rival a d'abord été le FC Sachsen Leipzig, basé dans le quartier de Leutzsch à l'ouest de la ville, sur une base géographique plutôt que sociologique. Le rival historique, le Chemie, végétait lui aussi à cette époque dans les divisions inférieures après sa refondation en 1997 et ne croisait que rarement le chemin du Lok.
La liquidation du Sachsen en 2011 a mis un terme à cette rivalité mais celle avec le Chemie est revenue au premier plan, d'abord à l'occasion de rencontres en coupe régionale dans les années 2010, puis avec le retour du traditionnel derby de Leipzig à la montée du Chemie en Regionaliga en 2017. Après une pause due à la relégation du Chemie en 2018, le derby a repris ses droits en 2019-20 à la suite de la remontée immédiate de l'« ennemi intime » du Lok.
Le RB Leipzig, créé de toutes pièces en 2009 par le groupe Red Bull pour saisir l'occasion que représentait le manque d'une équipe de premier plan dans la dixième ville d'Allemagne, n'a croisé qu'une seule fois le chemin du Lok et ne bénéficie de toute façon d'aucune légitimité aux yeux des supporters des clubs traditionnels (Traditionsvereine) qui qualifient de telles créations de "clubs en plastique" (Plastikvereine).
Pendant longtemps, le Lok a souffert de la présence des Scenario, un groupe de supporters ultras d'extrême droite qui rassemblait environs 200 individus dans les tribunes populaires du stade. En janvier 2014, la nouvelle direction du club a interdit de tribune les Scenario qui se sont dissous peu après. Les supporters ultras se sont alors regroupés dans la Fankurve 1966, moins ouvertement politisée et plutôt marquée à gauche. Les incidents de juin 2015 ont révélé le retour d'une frange incontrôlée d'extrême droite qui a repris un ascendant officieux, malgré l'opposition active du club, avec la migration de nombreux sympathisants de gauche vers le FC Inter Leipzig, fondé en 2013 autour de valeurs de tolérance et d'internationalisme à la manière du FC Sankt Pauli et promu dès 2014 en NOFV-Liga. Les affrontements entre groupes d'extrême droite et d'extrême gauche autour du match de coupe régionale entre Lok et Chemie fin 2016 ont confirmé l'aggravation d'une situation qui reste tendue depuis.

## Personnalités

### Anciens joueurs
| - Henning Frenzel - Ronald Kreer - Dieter Kühn - Matthias Liebers - Wolfram Löwe | - Olaf Marschall - René Müller - Hans Richter - Uwe Zötzsche |

### Entraîneurs
| - Rudolf Walseck (1951-52) - Otto Winter (1952-53) - Arthur Fischer (1953-54) - Heinz Krügel (1954-56) - Werner Welzel (1956-59) - Martin Brunnert (1959-60) - Martin Schwendler (1961-63) - Rudolf Krause (1963-65) - Günter Konzack (1965-66) - Hans Studener (1966-69) - Kurt Holke (1969-71) - Horst Scherbaum (1971-76) - Manfred Pfeifer (1976-78) | - Heinz Joerk (1978-79) - Harro Miller (1979-85) - Hans-Ulrich Thomale (1985-90) - Gunter Böhme (1990-91) - Rainer Lisiewicz (2004-09) - Jörg Seydler (2009) - Uwe Trommer (2009-10) - Joachim Steffens (2010) - Mike Sadlo (2011) - Willi Kronhardt (2012) - Marco Rose (2012-13) - Heiko Scholz (2013-18) - Björn Joppe (2018-19) - Wolfgang Wolf (2019-20) - Almedin Civa (depuis 2020) |